# Trần Dư
Trần Dư (陳餘; ?-204 TCN) là tướng nước Triệu thời Hán Sở trong lịch sử Trung Quốc, xuất thân từ Đại Lương (nước Nguỵ).

## Kết nghĩa với Trương Nhĩ

### Thuở hàn vi
Trần Dư là người Đại Lương, ông ham thích đạo Nho, hay đi chơi đất Khổ Hình ở Triệu và được người giàu là họ Công Thừa gả con gái cho. Từ thời Chiến Quốc, Trần Dư đã quen với Trương Nhĩ, vì ông ít tuổi nên xem Trương Nhĩ như cha, hai người làm bạn sống chết có nhau.
Khi nhà Tần đã diệt được nước Ngụy mấy năm, nghe tin hai người này là hai danh sĩ ở Ngụy, bèn trao giải thưởng người nào bắt được Trương Nhĩ thì thưởng ngàn lạng vàng, bắt được Trần Dư thì thưởng năm trăm lạng. Trương Nhĩ, Trần Dư đổi tên họ cùng đến huyện Trần làm người giữ cổng làng để kiếm ăn. Hai người cãi nhau, viên lại trong làng đi qua, liền lấy roi đánh Trần Dư. Trần Dư muốn đứng dậy. Trương Nhĩ dẫm vào gót chân bảo Dư cứ chịu đòn đi. Viên lại ra đi, Trương Nhĩ bèn kéo Trần Dư xuống gốc cây dâu mà trách, nói:
Lúc đầu tôi nói với anh như thế nào? Nay mới bị một cái nhục mà muốn giết viên lại sao?
Trần Dư hiểu ra.
Nhà Tần ban chiếu tìm hai người. Hai người trái lại dùng chức giữ cổng để ra lệnh trong làng.

### Lập Vũ Thần
Tháng 7 năm 209 TCN, Trần Thắng khởi nghĩa ở đất Kỳ, khi vào đất Trần thì số quân đã vài vạn. Trương Nhĩ, Trần Dư đến yết kiến Trần Thắng. Trần Thắng và các quan hầu ngày thường đã nhiều lần nghe nói Trương Nhĩ, Trần Dư là người hiền nhưng chưa gặp mặt. Nay được gặp, Trần Thắng và mọi người rất mừng. Các bậc hào kiệt và những người già cả ở đất Trần bảo với Trần Thắng tự lập làm vua nước Sở.
Trần Thắng hỏi ý kiến hai người. Hai người đáp:
Nhà Tần làm việc vô đạo, phá nước nhà người ta, diệt xã tắc của người ta, cắt đứt dòng dõi người ta, làm cho trăm họ mệt sức hết của. Tướng quân trợn mắt, cả gan xông vào nơi muôn chết không để ý đến một sống, vì thiên hạ trừ bọn tàn bạo. Nay tướng quân mới đến đất Trần mà đã tự xưng làm vua, tức là nêu rõ với thiên hạ rằng mình nghĩ đến điều riêng. Xin tướng quân chớ có làm vua, mau mau đem binh đi về hướng Tây sai người lập con cháu sáu nước để dựng bè đảng cho mình. Như thế nhà Tần càng thêm nhiều kẻ địch.Quân địch của Tần đông thì sức của nó bị chia. Cùng mưu với nhiều người thì binh lực mạnh. Như vậy ở ngoài đồng không gặp cảnh binh sĩ đánh nhau, trong các huyện thì không ai giữ thành, tướng quân diệt nhà Tần bạo ngược,chiếm lấy Hàm Dương và ra lệnh cho chư hầu. Chư hầu trước đây đã mất nay lại được lập lên. Tướng quân dùng đức để làm cho họ phục, như thế có thể làm nên cơ nghiệp đế vương. Nay tướng quân một mình xưng vương ở Trần, tôi sợ thiên hạ tan rã mất.
Trần Thắng không nghe theo, bèn tự lập làm vua, xưng là Trương Sở vương. Trần Dư lại thuyết phục Trần Vương rằng: 
Đại vương đem binh của Lương, Sở đi về hướng tây, cốt vào Quan Trung nhưng chưa kịp lấy Hà Bắc. Tôi thường đi chơi ở đất Triệu, biết những người hào kiệt và địa thế ở đấy. Xin nhà vua cho tôi một đạo kỳ binh, đi về phía bắc lấy đất Triệu.
Trần Vương đồng ý, bèn cho người bạn thân của mình là Vũ Thần, người đất Trần, làm tướng quân, Thiệu Tao làm hộ quân, Trương Nhĩ và Trần Dư là tả hiệu úy và hữu hiệu úy cùng ba nghìn quân để đi về phía bắc lấy đất Triệu.
Vũ Thần đi từ bến Bạch Mã, vượt qua sông Hoàng Hà, đến các huyện thuyết phục những người hào kiệt ở đấy. Các hào kiệt tin theo. Vũ Thần cùng Trương, Trần tập hợp binh sĩ được vài vạn người, gọi Vũ Thần là vũ Tín Quân, lấy được hơn mười thành của đất Triệu.
Những thành còn lại đều cố giữ không chịu đầu hàng. Vũ Thần cùng các tướng bèn đem quân đi về phía đông bắc đánh Phạm Dương. Khoái Triệt người đất Phạm Dương muốn giúp Vũ Thần, đến du thuyết viên lệnh ở Phạm Dương, khuyên nên hàng Vũ Thần. Viên lệnh ở Phạm Dương nghe theo, được Vũ Thần giao ấn tước hầu. Đất Triệu nghe vậy có hơn ba mươi thành không đánh mà đầu hàng.
Khi quân đến Hàm Đan, Trương Nhĩ, Trần Dư nghe tin quân Trương Sở do Chu Văn chỉ huy đã vào cửa ải, nên đến đất Hý rồi bị Chương Hàm đánh bại, lại nghe nhiều viên tướng đã giúp Trần Vương lấy đất bị gièm pha mà phải tội chết, oán Trần Vương không dùng mưu kế của mình, không cho mình làm tướng lại cho làm hiệu úy, bèn nói với Vũ Thần:
Trần Vương nổi lên ở đất Kỳ, đến đất Trần thì xưng vương; không muốn lập con cháu sáu nước. Nay tướng quân với ba nghìn quân đã hạ được hơn mấy chục thành của nước Triệu, lại chỉ cần lẩn lút ở phía Bắc sông Hà, nếu tướng quân không xưng vương thì còn ai làm. Vả chăng Trần Vương nghe những lời gièm pha, nếu tướng quân quay về báo, tôi sợ tướng quân sẽ không thoát khỏi họa, không bằng lập một nước anh em với Sở, nhưng không lập ngay con cháu nước Triệu. Tướng quân chớ có bỏ thời cơ, thời cơ qua nhanh không chờ đợi được.
Vũ Thần bèn nghe theo, tự xưng là Triệu Vương, cho Trần Dư làm đại tướng quân, Trương Nhĩ làm hữu thừa tướng, Thiệu Tao làm tả thừa tướng.

### Thoát nạn Hàm Đan
Xem chi tiết: Vũ Thần
Vũ Thần sai người báo với Trần Vương. Trần Vương cả giận, muốn giết tất cả nhà của Vũ Thần và đem binh đánh Triệu. Tướng quốc của Trần Vương là Sái Tứ can:
Nhà Tần chưa mất mà nhà vua lại giết cả nhà bọn Vũ Thần, như thế tức là gây ra một nước Tần thứ hai. Không bằng nhân đấy mà chúc mừng ông ta, sai ông ta mau mau đem binh về hướng Tây đánh Tần.
Trần Vương cho là phải, theo kế của Sái Tứ, cho gia đình của Vũ Thần và các tướng sang Triệu và sai sứ giả đến chúc mừng Triệu, giục Triệu mau mau đem binh đi về hướng Tây vào Quan Trung. Trương Nhĩ, Trần Dư nói với Vũ Thần:
Nhà vua làm vua ở Triệu không phải là ý nước Sở muốn thế, mà chỉ dùng mưu kế để chúc mừng nhà vua đấy thôi. Một khi Sở đã diệt xong nhà Tần thì thế nào nó cũng đem binh đến đánh nước Triệu. Xin nhà vua chớ đem binh đi về hướng Tây. Hãy đem binh đi về hướng Bắc lấy các nước Yên, Đại; đi về hướng Nam lấy Hà Nội để mở rộng đất đai của mình. Nước Triệu phía Nam có sông Hoàng Hà rộng, phía Bắc có đất Yên, đất Đại, thì nước Sở dù có thắng được nước Tần đi nữa cũng không dám khống chế nước Triệu.
Triệu Vương cho là phải bèn không đem binh sĩ về hướng Tây, mà sai Hàn Quảng cướp lấy đất Yên, Lý Lương cướp lấy đất Thượng Đảng. Hàn Quảng đến đất Yên, người Yên nhân đấy lập Quảng làm Yên Vương.
Triệu Vương bèn cùng Trương Nhĩ, Trần Dư đi về phía Bắc cướp đất ở biên giới nước Yên. Triệu Vương bất ngờ đi ra bị quân Yên bắt được. Tướng Yên bỏ tù Triệu Vương, muốn cùng Triệu Vương chia đôi đất Triệu mới trả Triệu Vương về. Sứ giả Triệu đến, viên tướng quốc nước Yên liền giết chết để đòi đất.
Trương Nhĩ, Trần Dư lo lắng. May có người lính làm đầu bếp đi sang doanh trại quân Yên thuyết phục được tướng Yên thả Triệu Vương.
Sau khi Lý Lương đã bình định được Thường Sơn trở về báo tin, Triệu Vương lại sai Lương đi lấy Thái Nguyên. Bị tướng Tần dụ hàng, Lý Lương trở về đánh úp Hàm Đan. Hàm Đan không kịp phòng bị. Lý Lương giết cả nhà Vũ Thần, Thiệu Tao. Nhiều người nước Triệu là tai mắt của Trương Nhĩ, Trần Dư cho nên hai người kịp thời trốn thoát.

## Mâu thuẫn với Trương Nhĩ

### Tái lập nước Triệu
Trần Dư cùng Trương Nhĩ tập hợp binh sĩ được vài vạn người. Có người khách nói khuyên ông và Trương Nhĩ: 
Hai ông là những người lữ khách muốn giúp Triệu thì khó mà đứng một mình được. Các ông hãy tập hợp con cháu vua Triệu, lấy nghĩa để phò họ thì có thể thành công.
Hai người bèn tìm được Triệu Yết, lập làm Triệu Vương đóng ở Tín Đô. Lý Lương tiến quân đánh Trần Dư. Trần Dư đánh Lý Lương thua to. Lý Lương bỏ chạy về với Chương Hàm.

### Bị trách cứ không liều chết
Năm 208 TCN, tướng Tần là Chương Hàm sau khi đánh tan quân Sở, giết được Hạng Lương ở Định Đào bèn đem binh đến đánh Hàm Đan. Trần Dư và Trương Nhĩ sai dời dân ở đấy đi Hà Nội, san phẳng thành quách. Trương Nhĩ và Triệu Vương Yết chạy vào thành Cự Lộc.
Chương Hàm sai Vương Ly vây thành. Trần Dư đi về phía bắc tập hợp binh sĩ ở Thường Sơn được vài vạn người, đóng quân ở phía Bắc Cự Lộc.
Chương Hàm đóng quân ở phía nam Cự Lộc, trên cánh đồng Nam Cực, xây đường ống đến sông Hà để vận chuyển lương thực cho Vương Ly. Vương Ly binh sĩ và lương thực đều nhiều, đánh Cự Lộc rất gấp. Trong thành Cự Lộc binh ít, lương hết, Trương Nhĩ mấy lần sai người đến bảo Trần Dư tiến quân. Trần Dư tự nghĩ quân của mình ít, không đánh lại được quân Tần nên không dám tiến. Tình hình kéo dài mấy tháng. Trương Nhĩ cả giận, oán Trần Dư, sai thủ hạ là Trương Yêm, Trần Thích đến trách Trần Dư:
Trước kia ta cùng ông làm bạn sống chết cùng có nhau. Nay nhà vua và Nhĩ sớm chiều sẽ chết, thế mà ông cầm quân mấy vạn mà không chịu cứu. Như thế làm sao có thể tin rằng cùng chết với nhau được? Tại sao ông không xông vào quân Tần, cùng nhau chịu chết, như thế ngõ hầu còn có hy vọng cùng sống trong muôn một.
Trần Dư nói:
Tôi tính tiến quân thì cũng không thể cứu được Triệu, mà chỉ mất hết quân. Và lại; sở dĩ Dư này không cùng chết là vì muốn báo thù cho Triệu Vương và Trương Quân. Nay nếu chúng ta cùng chết thì cũng như ném thịt cho hổ đói,phỏng có ích gì?
Trương Yêm, Trần Thích nói:
Tình hình đã gấp lắm rồi, xin lấy việc cùng chết để nêu rõ tín nghĩa, còn biết việc tính toán sau này ra sao nữa!
Trần Dư nói:
Tôi chết thì chỉ vô ích mà thôi, nhưng cũng xin theo như lời ông.
Ông bèn giao cho năm nghìn quân, sai Trương Yêm, Trần Thích thử quân Tần trước. Đạo quân này nhanh chóng bị Vương Ly tiêu diệt, Trương Yêm và Trần Thích tử trận.
Lúc bấy giờ các nước Yên, Tề nghe tin Triệu nguy cấp đều đến cứu. con Trương Nhĩ là Trương Ngao cũng tập hợp binh sĩ đất Đại ở phía bắc được hơn vạn người đến. Tất cả đều xây lũy ở cạnh Trần Dư nhưng vẫn chưa dám đánh Tần.

### Bị ngờ vực sát nhân
Năm 207 TCN, Hạng Vũ cầm đầu quân Sở đi cứu Triệu. Quân Sở mấy lần cắt đứt đường ống vận lương của Chương Hàm cho Vương Ly. Quân của Vương Ly thiếu ăn. Hạng Vũ đem tất cả binh sĩ vượt sông Hoàng Hà và phá tan quân Vương Ly, cầm tù được Vương Ly, còn Thiệp Nhàn tự sát. Chương Hàm bèn đem binh chạy. Nhờ vậy Triệu Vương Yết và Trương Nhĩ mới ra khỏi thành Cự Lộc, cảm tạ chư hầu.
Trương Nhĩ gặp Trần Dư, trách Trần Dư không chịu cứu thành Cự Lộc. Đến khi hỏi Trương Yêm, Trần Thích ở đâu, Trần Dư nổi giận nói:
Trương Yêm, Trần Thích bảo tôi thế nào cũng phải chết, nên tôi sai họ cầm năm nghìn quân để thử sức quân Tần trước. Họ đều chết không thể ra được.
Trương Nhĩ không tin, cho rằng Trần Dư đã giết họ, nên hỏi Trần Dư mấy lần. Trần Dư nổi giận nói:
Tôi không ngờ ông oán giận tôi sâu sắc đến thế. Có phải vì tôi tiếc không dám bỏ chức tướng quân đâu?
Trần Dư bèn cởi ấn trao cho Trương Nhĩ. Trương Nhĩ cũng kinh ngạc không dám nhận. Trần Dư đứng dậy đi ra nhà tiêu, có người khách nói với Trương Nhĩ:
Tôi nghe nói: "Trời cho mà không nhận thì sẽ mang vạ", nay Trần tướng quân đã trao ấn cho ngài mà ngài không nhận thì trời sẽ bắt mang vạ đấy. Xin ngài nhận ngay đi!
Trương Nhĩ bèn mang ấn, thu bộ hạ của ông. Trần Dư oán Trương Nhĩ trách mình vô cớ và không chịu nhường, bèn rảo bước đi ra. Trương Nhĩ bèn thu quân của Trần Dư.
Trần Dư một mình cùng với vài trăm người trước đây ở dưới cờ vẫn quen thân, đi săn và đánh cá trong cái đầm trên sông Hoàng Hà. Từ đó giữa ông và Trương Nhĩ có sự hiềm khích.

### Khuyên Chương Hàm hàng Sở
Chương Hàm bị Hạng Vũ đánh bại liên tiếp, lại bị gian thần Triệu Cao bức bách doạ trị tội nên muốn hàng Sở nhưng còn do dự. Giữa lúc đó Trần Dư viết thư, sai người đưa cho Chương Hàm. Trong thư viết:
"Bạch Khởi làm tướng nước Tần, phía nam chinh phục Yên Sính, phía bắc chôn sống Mã Phục, đánh lấy thành, cướp được đất không biết bao nhiêu mà kể. Thế mà cuối cùng Tần ra lệnh cho tự sát. Mông Điềm làm tướng nước Tần, phía bắc giết quân Nhung mở mang đất Du Trung mấy ngàn dặm, thế mà cuối cùng cũng bị chém ở Dương Châu. Tại sao lại như thế? Họ lập nhiều công, nước Tần không thể cấp đất đai cho hết, cho nên tìm cách giết họ đi. Nay tướng quân làm tướng nước Tần đã ba năm nay, quân chết và bỏ trốn tính đến chục vạn người, thế mà chư hầu nổi dậy càng nhiều. Tên Triệu Cao kia mấy lâu nay vốn hay nịnh hót, lừa dối nhà vua, nay việc gấp, cũng sợ Nhị Thế giết, cho nên hắn muốn tìm cách giết tướng quân để trút lỗi, rồi sai người thay thế tướng quân để tránh khỏi tai họa. Tướng quân ở ngoài đã lâu, ở trong triều đình có nhiều hiềm khích: có công cũng bị giết, không có công cũng bị giết. Vả chăng trời làm tiêu diệt nhà Tần, người ngu độn hay khôn ngoan ai cũng đều biết như thế. Nay tướng quân ở triều đình thì không thể lấy lời thẳng để khuyên can, ở ngoài biên cương thì làm vị tướng của một nước sắp mất. Cô độc đứng một mình mà muốn tồn tại được mãi thì chẳng đáng thương lắm sao! Tại sao tướng quân không đem quân quay lại liên hiệp với chư hầu, giao ước cùng nhau đánh Tần, chia đất Tần để làm vương, ngoảnh mặt về hướng nam để xưng "cô", điều đó chẳng hơn thân bị búa rìu, vợ con bị giết hay sao?"
Chương Hàm nghe theo, bèn đầu hàng Hạng Vũ.

### Đuổi Trương Nhĩ, tái lập Triệu Yết
Triệu Vương Yết ở lại Tín Đô, Trương Nhĩ theo Hạng Vũ và chư hầu vào Quan Trung tiêu diệt nhà Tần.
Năm 206 TCN, Hạng Vũ lập chư hầu, Trương Nhĩ vốn giao du rộng, nhiều người nói Trương Nhĩ với Hạng Vũ. Hạng Vũ cũng nhiều lần nghe Trương Nhĩ là người tài giỏi bèn chia đất Triệu, phong Trương Nhĩ làm Thường Sơn Vương, cai trị ở Tín Đô. Nhiều người khách của Trương Nhĩ nói với Hạng Vũ:
Trần Dư và Trương Nhĩ hai người như một, đều có công ở đất Triệu.
Hạng Vũ thấy Trần Dư không theo mình vào Quan Trung, nghe tin Trần Dư ở huyện Nam Bì, liền phong cho ông ba huyện ở gần Nam Bì và đổi Triệu Vương là Yết đi làm vua ở đất Đại.
Trần Dư càng nổi giận nói:
Trương Nhĩ và ta công lao như nhau, nay Trương Nhĩ làm vua, mà một mình ta làm hầu, như thế là Hạng Vũ không công bình!
Nghe tin vua Tề là Điền Vinh phản lại nước Sở, Trần Dư bèn sai Hạ Duyệt đến nói với Điền Vinh: 
Hạng Vũ là người cầm đầu thiên hạ nhưng không công bình, phong các tướng của mình ở những nơi tốt, còn dời vua cũ thì đi làm vua ở nơi đất xấu. Nay vua Triệu lại ở đất Đại, xin nhà vua cho tôi quân, tôi xin lấy huyện Nam Bì để làm hàng rào che chở cho nhà vua.
Điền Vinh muốn lập vây cánh ở Triệu để phản lại Sở bèn sai đem binh cho Trần Dư. Trần Dư nhân đấy đem tất cả quân ba huyện đánh úp Thường Sơn Vương Trương Nhĩ.
Trương Nhĩ bị thua bỏ chạy, về hàng Hán Vương Lưu Bang - lúc đó đã đánh chiếm được Tam Tần, đang vây Chương Hàm ở Phế Khâu.
Sau khi đã đánh bại Trương Nhĩ, Trần Dư bèn thu lại đất Triệu, đón Triệu Vương ở Đại về làm Triệu Vương như cũ. Để tỏ lòng biết ơn Trần Dư, Triệu Vương lập Dư làm vương đất Đại. Trần Dư cho rằng Triệu Vương yếu, nước Triệu lại mới bình định nên không về nước của mình ở lại giúp Triệu Vương, và sai Hạ Duyệt làm tướng quốc giữ đất Đại.

### Chết cùng nước Triệu
Xem thêm: Hàn Tín
Năm 205 TCN, Hán Vương Lưu Bang đi về hướng đông đánh Sở, sai sứ giả nói với Triệu, muốn cùng Triệu đi về đông. Trần Dư căm ghét Trương Nhĩ nên nói với Hán vương:
Hán Vương có giết Trương Nhĩ thì tôi mới theo.
Hán Vương bèn tìm người giống Trương Nhĩ, chém và mang đầu đưa đến cho Trần Dư. Trần Dư bèn đem binh giúp Hán. Sau đó quân Hán bị quân Sở đánh cho thua to ở phía tây Bành Thành, Trần Dư lại biết tin Trương Nhĩ chưa chết nên phản lại nhà Hán theo Sở.
Cuối năm 205 TCN, sau khi Hàn Tín đã bình định nước Ngụy, Lưu Bang sai Trương Nhĩ và Hàn Tín đánh nước Triệu. Tháng 9 nhuận năm 205 TCN, Hàn Tín đánh bại nước Đại ở phía bắc, bắt sống tướng quốc Hạ Duyệt ở Ứ Dự và mang quân tiến vào nước Triệu.
Năm 204 TCN, Hàn Tín và Trương Nhĩ cầm quân vài vạn người, đi về phía đông xuống Tỉnh Hình để đánh nước Triệu. Vua Triệu và Trần Dư nghe tin quân Hán sắp đánh úp, bèn tụ tập quân đội ở Tỉnh Hình, phao là hai mươi vạn. Quảng Vũ quân Lý Tả Xa nói với ông:
Nghe nói tướng Hán là Hàn Tín vượt Tây Hà bắt Ngụy Vương, bắt sống Hạ Duyệt, vừa mới đổ máu ở Ứ Dự, nay lại thêm Trương Nhĩ giúp sức, ý muốn lấy nước Triệu. Đó là họ thừa thắng và đi xa nước mà đánh, tình thế khó đương đầu với nó. Tôi nghe nói: vận lương nghìn dặm, quân sĩ có dáng đói; đợi hái củi cắt cỏ mà nấu ăn, lính tráng không được no. Nay đường ở Tỉnh Hình không thể cùng đi hai xe một lần. Quân kỵ không thể sắp thành hàng, đi vài trăm dặm thì thế nào lương thực cũng tụt lại sau. Xin túc hạ cho tôi ba vạn kỳ binh, đi theo đường tắt để chẹn đường vận tải; còn túc hạ thì đào hào cho sâu, đắp thành cho cao, giữ chặt lấy thành, đừng đánh với họ. Quân của họ tiến lên trước không được đánh, mà rút lui lại không được về, tôi dùng kỳ binh chẹn đằng sau, khiến cho họ không thể cướp được gì ở ngoài đồng. Như thế không đầy mười ngày, đầu hai tướng sẽ nộp ở dưới cờ. Xin ngài lưu ý đến kế của tôi. Nếu không thế nào cũng bị hai tên ấy bắt.
Trần Dư vốn là nhà nho, ông thường nói rằng: "Nghĩa binh thì không dùng mẹo lừa dối, mưu kỳ lạ". Vì thế ông nói với Tả Xa:
Tôi nghe nói theo binh pháp "mình gấp mười thì vây, gấp đôi thì đánh". Nay Hàn Tín binh phao là mấy vạn người nhưng thực ra chẳng qua chỉ mấy nghìn. Họ vượt nghìn dặm đánh úp chúng ta thì cũng đã mỏi mệt lắm rồi. Nếu như chúng ta trốn tránh không đánh, về sau có quân địch đông hơn, ta làm sao thắng được? Như thế chư hầu sẽ bảo ta là nhát và coi thường việc đánh ta.
Vì vậy không nghe mưu kế của Lý Tả Xa. Hàn Tín sai người sang thám thính, biết mưu của Tả Xa không được dùng, rất mừng, bèn đem quân thẳng xuống.
Tín bèn sai một vạn người đi trước bày trận quay lưng ra sông. Quân Triệu ở xa nhìn thấy coi thường, vì cách làm đó rất thất sách theo binh pháp.
Lúc bình minh, Tín dựng cờ đại tướng, đánh trống lên, kéo quân ra cửa Tỉnh Hình. Quân Triệu mở cửa lũy, đánh nhau to một hồi lâu. Bấy giờ Hàn Tín, Trương Nhĩ vờ bỏ cờ trống chạy đến đạo quân gần sông. Đạo quân gần sông rẽ ra, đón lấy họ, rồi lại chiến đấu dữ dội. Quân Triệu quả nhiên bỏ thành ra tranh lấy cớ trống của Hán, đuổi theo Hàn Tín, Trương Nhĩ. Sau khi Hàn Tín, Trương Nhĩ đã nhập vào đạo quân ở gần sông thì quân đội đều liều chết chiến đấu không thể nào đánh bại được.
Hai nghìn quân kỵ mà Tín đã cho đi từ trước chờ đến khi quân Triệu bỏ lũy trống để đuổi theo để lấy cờ trống của Hán, liền ruổi nhanh vào trong thành, nhổ tất cả cờ xí của Triệu để dựng hai nghìn lá cờ đỏ của Hán. Quân Triệu đã không thắng không bắt được bọn Tín, muốn quay trở về đồn, nhưng trong thành toàn là cờ đỏ của Hán thì cả sợ, cho rằng quân Hán đã bắt được tướng của Triệu Vương rồi. Quân sĩ hỗn loạn bỏ chạy. Tướng Triệu chém cũng không ngăn được. Quân Hán hai bên áp lại, phá tan quân Triệu. Trần Dư bị tử trận trên sông Chi Thủy, Triệu Vương Yết bị bắt, Lý Tả Xa cũng bị bắt và đầu hàng Hàn Tín.
Hán vương Lưu Bang lập Trương Nhĩ làm Triệu Vương.

## Bình luận
Trần Dư và Trương Nhĩ đương thời đều là nhân tài, từng kết nghĩa thân như cha con nhưng tính cách cũng như kết cục của hai người khác hẳn nhau.
Trần Dư hiện thân cho sự ngay thẳng, trung thực. Ông sống vì đạo nghĩa. Khi nguy cấp ở Cự Lộc, Trần Dư không liều chết cứu thành không phải vì nhút nhát mà vì ông tự liệu sức không thể đánh thắng Vương Ly và nếu chết cũng vô ích. Cái chết của Trương Yêm và Trần Thích đã minh chứng cho ý kiến của ông. Điều đáng nói là chính Trương Ngao con Trương Nhĩ cũng đóng quân cạnh ông và không dám cứu thành, nhưng Trương Nhĩ lại chỉ trách cứ ông. Rõ ràng cái nhìn của Trương Nhĩ với ông có phần quá khe khắt. Trần Dư trực tính nên bỏ luôn ấn tướng.
Ngược lại, Trương Nhĩ hiện thân cho sự mềm mỏng, biết kìm chế, nín nhịn trước khó khăn và sẵn sàng thay đổi theo thời thế. Trần Dư cứng rắn và không chịu luồn cúi như vậy. Trước sau ông vẫn chung thủy, sống chết cùng vua Triệu.
Dù không thân thiết với Hạng Vũ như Trương Nhĩ và cũng không theo Hạng Vũ, nhưng thậm chí trong hoàn cảnh thất thế đã phải đi ẩn dật, Trần Dư vẫn một lòng vì đại cuộc diệt Tần. Việc viết thư khuyên Chương Hàm hàng Hạng Vũ cho thấy Trần Dư có một tấm lòng bao dung. Nếu là người hẹp hòi, rất có thể ông đã rủ Chương Hàm "phá bĩnh" quân chư hầu để kéo dài chiến tranh, làm lợi cho mình. Nếu là người buông xuôi, Trần Dư sẽ bỏ mặc chính sự không can dự. Trong cuộc chiến chống Tần khi đó, bên cạnh những việc làm đầy toan tính, thủ đoạn của Lưu Bang, Tống Nghĩa, Trương Nhĩ, Thân Dương, Tư Mã Ngang hành động của Trần Dư rất đáng được khen ngợi.
Việc đánh đuổi Trương Nhĩ, chống Hạng Vũ, tái lập Triệu vương Yết, Trần Dư có danh chính ngôn thuận nên nhanh chóng giành thắng lợi. Tuy nhiên, bởi Trần Dư quá thẳng, thẳng tới mức cứng nhắc, không biết ứng biến, thay đổi theo tình thế, ông đã áp dụng cả sự minh bạch, đường hoàng trong chiến trận với quân địch, tỏ ra là người quân tử không thích dùng mưu mẹo nên ông đã sập bẫy của Hàn Tín và phải trả giá. Nếu ông biết nghe theo Lý Tả Xa, có thể đã cứu vãn được tình thế và thậm chí chiến tranh Hán Sở chưa thể kết thúc sớm như đã xảy ra.
"Chớ đem thành bại mà suy anh hùng". Trương Nhĩ tuy được sống và được phong chư hầu của nhà Hán nhưng thực ra cũng chỉ là người bị Lưu Bang lợi dụng trong cuộc chiến tranh với Hạng Vũ. Không lâu sau này, con Nhĩ là Ngao, dù làm phò mã nhà Hán vẫn bị Lưu Bang loại trừ khỏi ngôi Triệu vương để lấy ngôi đó phong cho hoàng tử con mình.